# Дибцева, Ольга Николаевна
О́льга Никола́евна Ди́бцева (род. 25 июня 1986, Ленинград, СССР) — российская актриса кино и телевидения, кинорежиссёр и сценаристка.

## Биография
Ольга Дибцева родилась 25 июня 1986 года в Ленинграде в семье архитектора и преподавательницы университета.
После окончания школы поступила на факультет графического дизайна Санкт-Петербургского государственного университета, но, проучившись год, забрала документы и уехала в Москву, где поступила в ГИТИС на актёрский факультет к Алексею Бородину. Окончила ГИТИС в 2009 году.
В 2015 году поступила в Московскую школу кино на факультет режиссуры к Алексею Попогребскому и Борису Хлебникову.
Актёрский дебют состоялся в 2008 году в мелодраме «Привет, Киндер!». В 2009—2010 годах снималась в сериале «Обручальное кольцо». В 2011 году снялась в фильме «Бой с тенью 3D: Последний раунд». В 2011—2012 годах играла одну из главных ролей в сериале «Метод Лавровой». В 2012 году сыграла роль Надежды Надеждиной в сериале «Дело следователя Никитина». В 2012—2018 годах играла в сериале «Деффчонки». В 2015 году сыграла одну из ведущих ролей во втором сезоне сериала «Метод Фрейда».
Также в 2015 году Дибцева сыграла одну их главных ролей в сериале «Озабоченные, или Любовь зла», за которую в 2016 году была номинирована на Профессиональный приз Ассоциации продюсеров кино и телевидения в области телевизионного кино в категории «Лучшая актриса второго плана телевизионного фильма/сериала». Михаил Рузманов («THR Russia») так охарактеризовал её роль: «Ольга Дибцева играет знойную покорительницу мужских сердец, которая страстно любит богатых мужчин и гоняется за лимузинами».
В 2016 году вышел дебютный короткометражный фильм Дибцевой по собственному сценарию «Добрый день», главную роль в котором сыграл Александр Паль. Картина была показана на множестве российских и международных кинофестивалей, среди которых «Короче 2016», «Святая Анна 2017», «Амурская осень 2017», «Дух огня 2017» (где Дибцева получила приз «Золотая тайга — короткий метр») и другие В 2017 году фильм был отобран жюри Роскино для показа в специальной программе Каннского кинофестиваля «Global Russians».
В 2018—2019 годах играла в сериалах «Учителя» и «Мылодрама».
В 2019 году сыграла Аглаю Дмитриевну в фильме «Холоп», который стал самым кассовым российским фильмом за всю историю.
В 2020 году сыграла в сериалах «Последний министр» и «Окаянные дни».
Марина Максимова («RT») так описала роли Дибцевой: «Актрису хочется отметить отдельно: Дибцевой нечасто достаются большие роли, однако она очень достойно смотрится в скромных, но характерных образах — вспомним тот же „Холоп“».
В 2021 году снялась в фильмах «День города» и «Рашн Юг».
В 2022 году вышел телесериал «Семейка», главные роли котором исполняют Ольга Дибцева и Борис Дергачёв.

## Личная жизнь
Была замужем за бизнесменом Романом Бочаровым. 26 декабря 2019 года у пары родилась дочь Серафима. В сентябре 2023 года Ольга объявила о разводе с мужем. В феврале 2024 года стало известно, что Дибцева вышла замуж за бизнесмена Евгения. 13 февраля 2024 года у пары родилась дочь.

## Фильмография

### Актриса
- 2008 — Привет, Киндер! — Дина
- 2009 — Хозяйка тайги — дочь генерала
- 2009 — 2010 — Обручальное кольцо — Катя Прохорова, младшая сестра Оли
- 2010 — Когда цветёт сирень — Настя
- 2010 — Белое платье — Кристина Поливанова
- 2010 — Раскрутка — Светлана Радченко
- 2010 — 2011 — Маруся — Ксюша
- 2011 — На солнечной стороне улицы — Тамара
- 2011 — Крутые берега — Наташа
- 2011 — 2012 — Метод Лавровой — Марина Михайловна Никишина, 20 лет, бывшая курсантка Академии МВД, ушла из Академии МВД после ссоры с Михаилом Чиглинцевым.
- 2011 — Золотые. Барвиха 2 — секретарь Наталья
- 2011 — Бой с тенью 3D: Последний раунд — Лера
- 2011 — Люба. Любовь — Маша Казарина
- 2011 — Суперменеджер, или Мотыга судьбы — Стелла
- 2011 — Участковый — Алина
- 2011 — Иван и Толян — Варвара Боброва
- 2011 — Не плачь по мне, Аргентина! — Альбина, пресс-секретарь
- 2011 — Дело Крапивиных — Рита
- 2011 — Универ — Внучка Семёныча
- 2012 — 2018 — Деффчонки — Ксения Порывай, «Киса»
- 2012 — Телохранитель 4 — Альбина Пояркова
- 2012 — Часовщик — Соня
- 2012 — Метод Лавровой 2 — Марина Михайловна Никишина, 20 лет, бывшая курсантка Академии МВД, ушла из Академии МВД после ссоры с Михаилом Чиглинцевым.
- 2013 — Княжна из хрущёвки — Настя
- 2013 — Человеческий фактор — Лариса, жена Андрея
- 2013 — Бесценная любовь — начальник отдела кадров
- 2014 — Балабол — Кристина
- 2014 — Любимые женщины Казановы — Олеся
- 2014 — Минус один — Инна
- 2015 — Метод Фрейда 2 — Людмила Шуваева
- 2015 — Озабоченные, или Любовь зла — Алёна Андреевна Кремлёва, подруга Саши
- 2015 — Пенсильвания — Маша Гусева, невеста Бориса
- 2016 — FUNтастика — продавщица
- 2016 — МиШура — Полина
- 2017 — Везучий случай — молодуха Василича
- 2018 — Между нами, девочками. Продолжение — Лиза
- 2018 — Тень Совы (короткометражка)
- 2018 — Старый козёл (короткометражка) — соседка
- 2019 — Учителя — Алина, любовница Сергея
- 2019 — Мылодрама — Арина
- 2019 — Юморист — Галина
- 2019 — Как выйти замуж. Инструкция — Рита
- 2019 — Холоп — Аглая Дмитриевна, барышня / Полина, актриса
- 2019 — Гараж (короткометражка) — девушка
- 2019 — Мылодрама 2 — Арина
- 2020 — Золотое кольцо — Юля
- 2020 — 2022 — Последний министр — Лариса «Зверь», биатлонистка, любовница Тихомирова
- 2020 — Окаянные дни — Оксана, подруга Светланы
- 2021 — День города — Анна, секретарша мэра
- 2022 — 2024 — Семейка — Надя Нестерова
- 2022 — Барабашка — Оля
- 2022 — Немезида / Nemezida — Немезида
- 2022 — Скрытые мотивы
- 2022 — Сезон дождей — Яна
- 2022 — настоящее время — Нереалити — Рита (Маргарита Валерьевна) Валеева
- 2023 — Стрим — Алёна Витальевна, географичка
- 2023 — Я — богиня — Женя
- 2023 — Ёлки 10 — Алёна
- 2024 — Холоп 2 — Аглая Дмитриевна, дочь барина
- 2024 — Третье сентября — Люся

### Режиссёр
- 2016 — Добрый день (короткометражный)
- 2016 — Невыполненное обещание (короткометражный)
- 2020 — Настоящее будущее
- 2022 — Я — богиня[32]

### Сценаристка
- 2016 — Добрый день (короткометражный)
- 2016 — Невыполненное обещание (короткометражный)